# Basoda
Basoda är en stad i den indiska delstaten Madhya Pradesh, och tillhör distriktet Vidisha. Folkmängden uppgick till 71 353 invånare vid folkräkningen 2011, med förorter 78 289 invånare. Basoda var förr huvudstad för en vasallstat med samma namn i Brittiska Indien. 